# Lakshaphagus merceti
Lakshaphagus merceti är en stekelart som först beskrevs av Hoffer 1976.  Lakshaphagus merceti ingår i släktet Lakshaphagus och familjen sköldlussteklar. Inga underarter finns listade i Catalogue of Life.